# Schloss Zandt

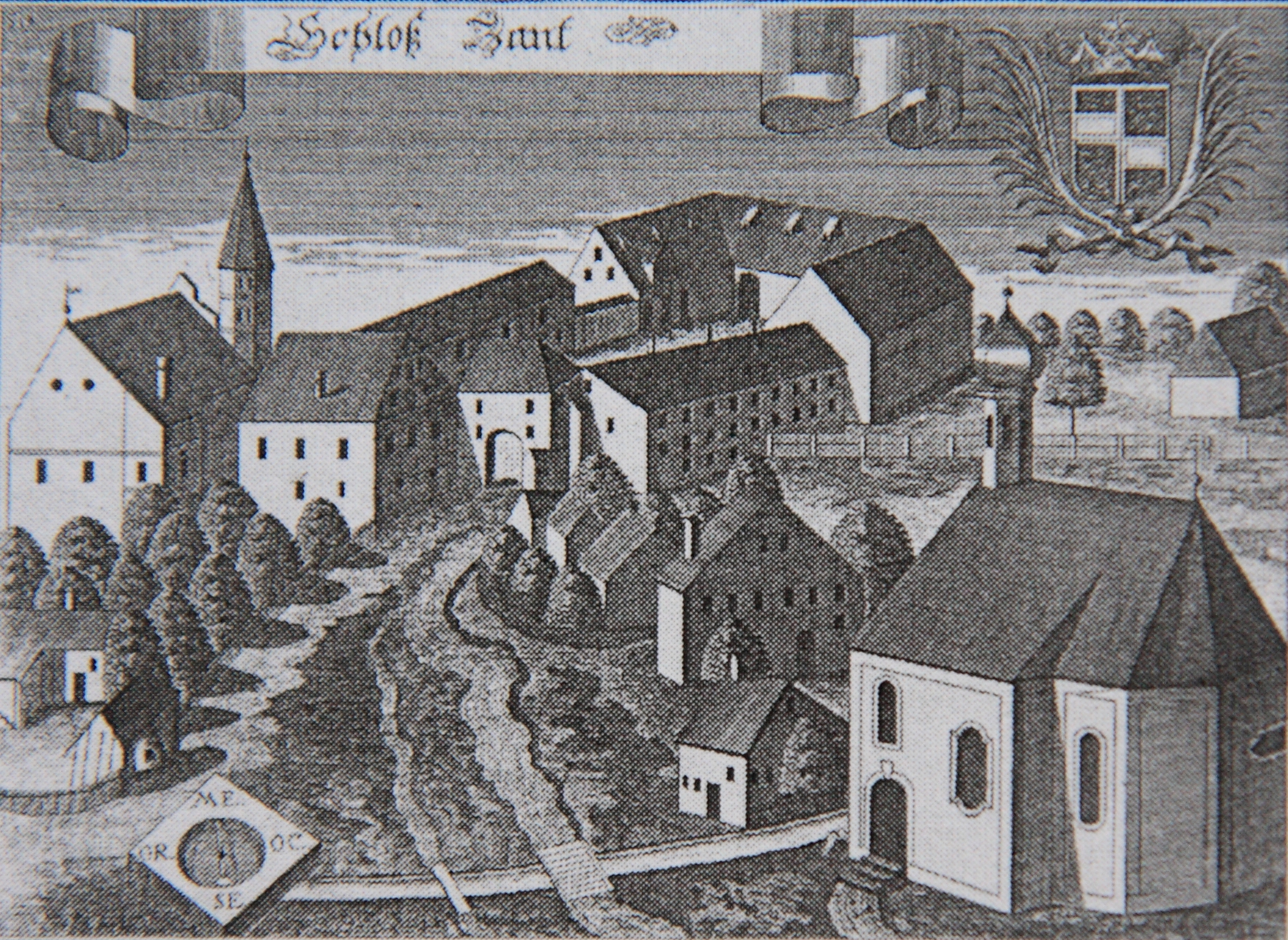
Schloss Zandt aus nördlicher Richtung auf einem Stich von Michael Wening (1700)

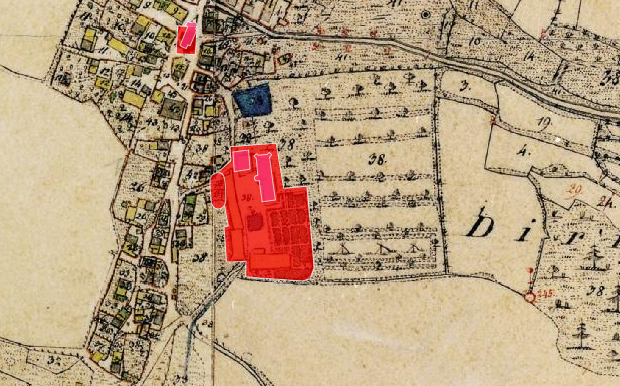
Lageplan von Schloss Zandt auf dem Urkataster von Bayern

Das Schloss Zandt ist ein im 16. Jahrhundert erbautes Schloss in der Gemeinde Zandt im oberpfälzischen Landkreis Cham in Bayern. Als Hofmarkschloss war es Herrensitz der Hofmark Zandt. Die Anlage ist unter der Aktennummer D-3-72-177-4 als denkmalgeschütztes Baudenkmal von Zandt verzeichnet. Ebenso wird sie als Bodendenkmal unter der Aktennummer D-3-6842-0013 im Bayernatlas als „archäologische Befunde des Mittelalters und der frühen Neuzeit im Bereich des ehem. Schlosses von Zandt“ geführt.

## Geschichte
Im Zuge der Rodung und Besiedelung des Nordgaus entstanden viele Burgen. Parallel zu Siedlungstätigkeit und militärischer Sicherung vollzog sich die Christianisierung und Missionierung. Als Stützpunkt wurde von Regensburg aus Chammünster gegründet. Frühe Verbindungen mit dem hochstiftischen Lehen Zandt, das dem Bischof von Regensburg unterstellt war, lassen sich nachweisen. Die erste Nennung der Zandter reicht ins Jahr 1122 zurück. Die ältesten Inhaber des Lehens Zandt schrieben sich entweder nach dem Ort oder gaben ihm ihren Namen. Bereits ein Jahrhundert später fiel Zandt an das mächtige Geschlecht der Sattelboger aus dem Bayerischen Wald. 1399 baute Konrad Sattelboger eine Marienkapelle im Dorf. Aus dem Jahr 1527 stammt die erste bauhistorische Nachricht: ein gemauertes Schloss, Kapelle, Taferne, Schmiede und Backhaus. Von 1536 bis 1851 war Zandt im Besitz der Gleißenthaler.
Ende des 19. Jahrhunderts kauften Bankiers den Schlossbesitz, der zertrümmert wurde. Seit 1949 dient der ehemalige Hofmarksitz als Alten- und Pflegewohnheim, das auch heute noch vom Bayerischen Roten Kreuz betrieben wird.

## Baubeschreibung

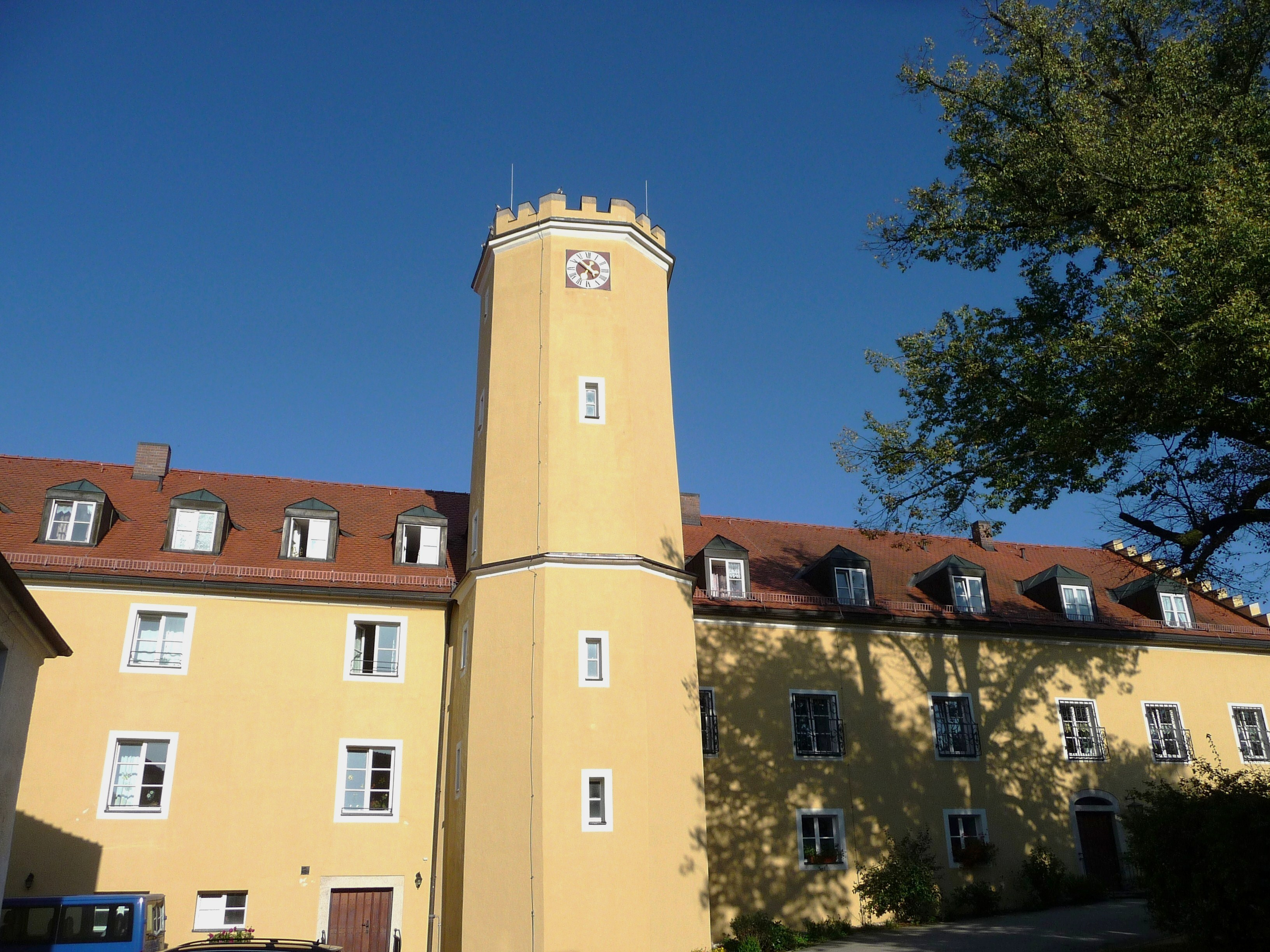
Schloss Zandt

Das Schloss ist ein zweigeschossiger, langrechteckiger Bau, an der Nordseite mit zinnengekrönten stumpfwinklig vorspringenden Ecktürmen abgeschlossen. In der Mitte der Westseite befindet sich ein markanter, achteckiger, gleichfalls mit Zinnen bekrönter Turm, 18 Meter hoch und an der Spitze 2,60 Meter Durchmesser. Der nördlich bis zum Turm reichende Teil ist der älteste Bestandteil des Schlosses und stammt aus dem 16. Jahrhundert.
Die Holzkapelle von 1399 wurde im 17. Jahrhundert durch eine gemauerte Barockkirche ersetzt. Im 19. Jahrhundert musste die Kirche zu Unserer Lieben Frau, bis dahin Filialkirche der Hofmark, nach zwei schweren Bränden zweimal wieder aufgebaut werden. Nur die Figur der Muttergottes konnte jedes Mal gerettet werden und steht heute noch in der Kirche. 1886 wurde die neue, größere Kirche in romanischem Stil, 23 Meter lang und neun Meter breit, geweiht.